# Zandra Pettersson
Zandra Margareta Pettersson, född 1968, är en svensk Sverigedemokratisk politiker och före detta artist medlem av den svenska popgruppen Popsie, fram till dess splittring år 1999. 

## Politisk karriär
Inför riksdagsvalet stod Zandra Pettersson på plats nummer 61 på Sverigedemokraternas valsedel i Västra Götalands läns västra valkrets, när samtliga röster räknats efter riksdagsvalet 2018 stod det klart att hon blev vald till ersättare i riksdagen som 1:e ersättare för valkretsen Västra Götalands läns västra samt 3:e ersättare för Dalarna läns valkrets.
Inför valet till europaparlamentet 2019 stod hon som nummer 11:a på Sverigedemokraternas valsedel.
På Landsdagarna 2019 valdes Zandra Pettersson till suppleant för Sverigedemokraternas partistyrelse.